# Jane Eyre (film, 1910)
Pour les articles homonymes, voir Jane Eyre (homonymie).
Pour plus de détails, voir Fiche technique et Distribution.

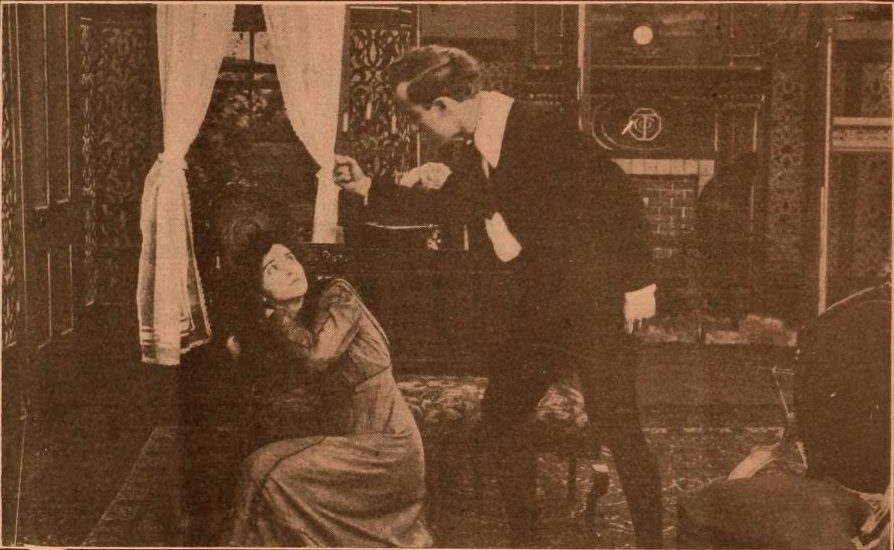

Jane Eyre est un court métrage muet américain réalisé par Theodore Marston, sorti en 1910.

## Fiche technique
- Titre original : Jane Eyre
- Réalisation : Theodore Marston
- Scénario : Theodore Marston
- Société de production : Thanhouser Company
- Société de distribution : Thanhouser Company
- Pays d'origine :  États-Unis
- Langue originale : anglais
- Format : noir et blanc - 35 mm - 1,37:1 - film muet
- Genre : drame
- Durée : une bobine (300 m)
- Date de sortie : États-Unis : 6 mai 1910

## Distribution
- Marie Eline : Jane Eyre, jeune fille
- Gloria Gallop : Georginia Reed
- Frank Hall Crane : Rochester
- Amelia Barleon : Mrs. Rochester
- Charles Compton : John Reed
- Martin Faust : Oncle Reed
- Irma Taylor : Jane Eyre, adulte